# Alchemilla conjuncta
Alchemilla conjuncta é uma espécie de rosácea do gênero Alchemilla, pertencente à família Rosaceae.